# Yên Cát
Yên Cát là thị trấn huyện lỵ của huyện Như Xuân, tỉnh Thanh Hóa, Việt Nam.

## Địa lý
Thị trấn Yên Cát nằm ở phía đông bắc huyện Như Xuân, dọc theo quốc lộ 15A, là điểm cuối của quốc lộ 45, có vị trí địa lý:
- Phía đông giáp huyện Như Thanh
- Phía tây giáp xã Cát Tân và xã Hóa Quỳ
- Phía nam giáp xã Bình Lương và xã Tân Bình
- Phía bắc giáp xã Thượng Ninh.

Thị trấn Yên Cát có diện tích 31,27 km², dân số năm 2018 là 8.527 người, mật độ dân số đạt 273 người/km².

## Hành chính
Thị trấn Yên Cát được chia thành 15 khu phố: 1, 2, 3, 4, Cát Tiến, Lúng, Mỹ Ré, Phú Quế, Quế Phú, Thăng Bình, Thấng Sơn, Trung Thành, Xuân Chính, Xuân Thịnh, Yên Thắng.

## Lịch sử
Sau Cách mạng Tháng Tám, Yên Cát là một xã thuộc huyện Như Xuân.
Ngày 4 tháng 9 năm 1964, Bộ Nội vụ ban hành Quyết định số 232-NV chia xã Yên Cát thành 3 xã: Cát Vân, Hóa Quỳ và Yên Lễ.
Ngày 14 tháng 9 năm 1989, Hội đồng Bộ trưởng ban hành Quyết định số 124-HĐBT. Theo đó, thành lập thị trấn Yên Cát, thị trấn huyện lỵ huyện Như Xuân trên cơ sở một phần diện tích và dân số của xã Yên Lễ.
Đến năm 2018, thị trấn Yên Cát có diện tích 4,69 km², dân số là 3.836 người, mật độ dân số đạt 818 người/km². Xã Yên Lễ có diện tích 26,58 km², dân số là 4.691 người, mật độ dân số đạt 176 người/km².
Ngày 16 tháng 10 năm 2019, Ủy ban Thường vụ Quốc hội ban hành Nghị quyết số 786/NQ-UBTVQH14 về việc sắp xếp các đơn vị hành chính cấp xã thuộc tỉnh Thanh Hóa (nghị quyết có hiệu lực từ ngày 1 tháng 12 năm 2019). Theo đó, sáp nhập toàn bộ diện tích và dân số của xã Yên Lễ vào thị trấn Yên Cát.